# Émile Sacré (peintre)
Pour les articles homonymes, voir Émile Sacré.
Émile Sacré, né à Saint-Gilles, le 1er janvier 1844 et mort à Ixelles, le 23 novembre 1882, est un peintre belge.
Son champ pictural, couvre essentiellement les scènes de genre et les portraits, de même que les paysages, les vues de ville et les nus. Il figure au rang des meilleurs portraitistes de son époque.
Ses œuvres sont notamment conservées aux Musées royaux des Beaux-Arts de Belgique, au Musée d'Ixelles et à la Maison des arts de Schaerbeek.
En hommage à sa mémoire, le Prix Émile Sacré, récompense artistique, est décerné depuis 1910.

## Biographie

### Famille
Émile (Émile Albert) Sacré, né à Saint-Gilles le 1er janvier 1844, est le fils de Charles Auguste Sacré (1802-1889), industriel, directeur de la Société anonyme de la filature de lin et d'étoupe de Saint-Gilles, chevalier de l'ordre de Léopold (en 1836) et inventeur d'un système mécanique afin de sérancer le lin, et de Jeanne Théodore Pieron (1801-1884), mariés à Bruxelles le 4 mars 1832. 

### Carrière

Autoportrait du peintre Émile Sacré.

De 1866 à 1870, Émile Sacré est étudiant à l'Académie royale des beaux-arts de Bruxelles, puis il se forme auprès d'Alfred Cluysenaar, peintre réputé pour ses portraits.
Émile Sacré participe à huit salons triennaux belges de 1871 à 1882. Grâce à son tableau intitulé La Mort du puisatier, Émile Sacré obtient une médaille d'or au Salon de Bruxelles de 1881. Il est également présent à l'Exposition des maîtres vivants d'Amsterdam de 1877.
Émile Sacré, célibataire, meurt d'une pleurésie, au domicile de ses parents, où il résidait depuis son enfance et où il possédait son atelier de peinture, à l'âge de 38 ans, rue des Drapiers no 42 à Ixelles, le 23 novembre 1882.

## Hommages

### Arts

Buste du peintre Émile Sacré par Charles Van der Stappen (1882).

Le buste représentant Émile Sacré, dû au ciseau de Charles Van der Stappen, est exposé au premier Salon des XX de 1884 à Bruxelles.

### Prix Émile Sacré
En son hommage, en 1909, son frère l'industriel Léon Sacré (1840-1907) crée une Fondation qui lègue un patrimoine à l'Académie royale des beaux-arts de Bruxelles, afin de décerner le Prix Émile Sacré, d'abord triennal, puis, à partir de 1914, sexennal. Il est destiné à récompenser l'artiste peintre qui a produit l'œuvre la plus méritante. Le prix de peinture est décerné jusqu'en 1992 au moins.

## Œuvre

### Caractéristiques
Son champ pictural couvre essentiellement les scènes de genre et les portraits, de même que les paysages, les vues de ville et les nus. Il se place parmi les meilleurs portraitistes belges de sa seconde moitié du XIXe siècle. Sa manière est moins dure et sévère que celle de son professeur Alfred Cluysenaar. Ses portraits se caractérisent par l'expérience, l'habileté technique, un goût sobre et un coloris fidèle. Ses toiles les plus réussies sont les portraits de sa mère, des peintres Édouard Huberti et Louis Dubois, du graveur Auguste Danse et du politicien Guillaume d'Aspremont Lynden.

### Réception critique

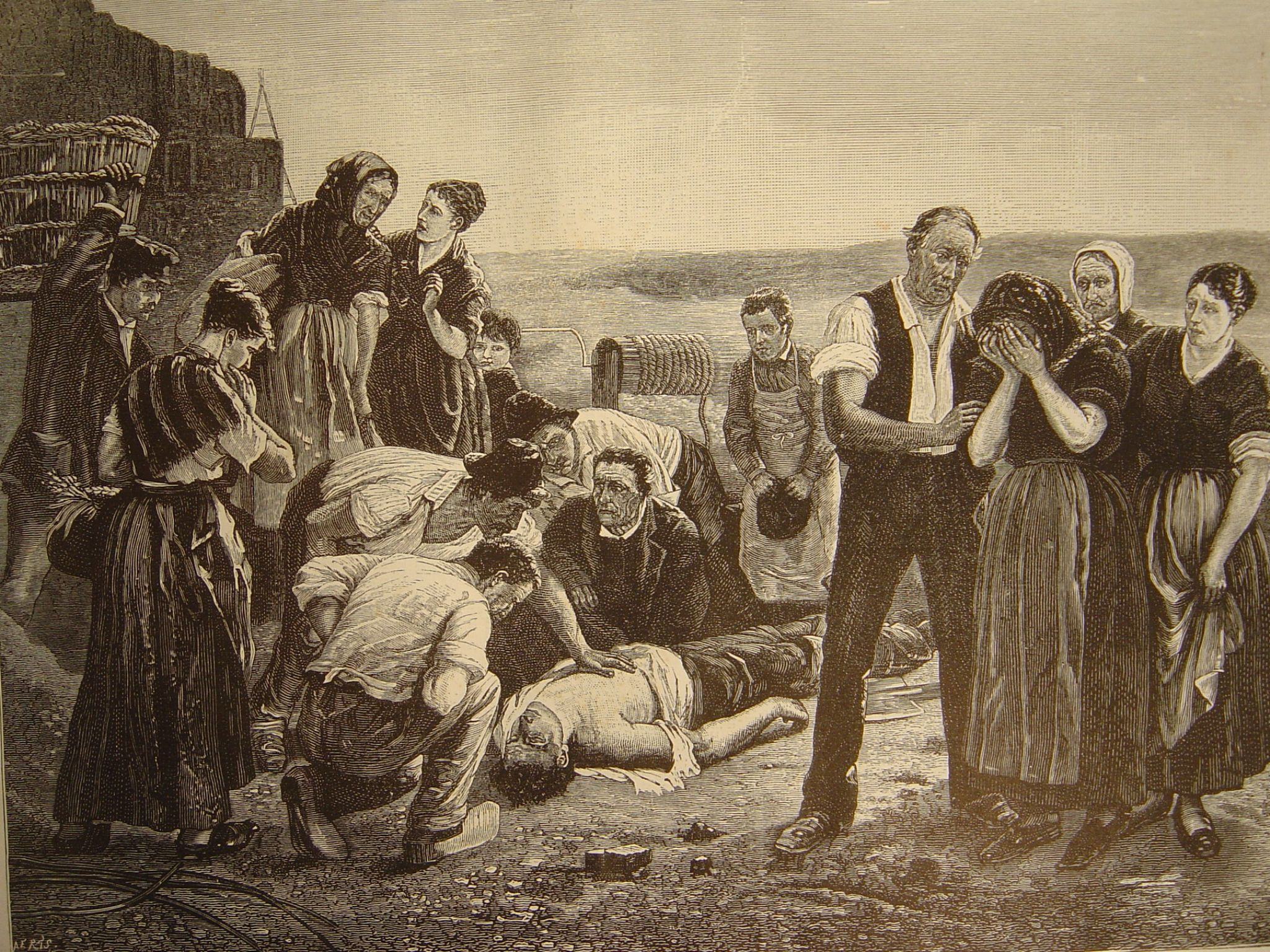
La Mort du puisatier, médaille d'or au Salon de Bruxelles de 1881.

Lorsqu'Émile Sacré expose Bacchante surprise par un Faune au Salon de Gand de 1871, l'œuvre crée, selon le Journal de Bruxelles, un scandale. L'artiste, considéré comme un adepte du réalisme à la Courbet et à la Manet, a envoyé des tableaux que la commission aurait bien fait de refuser en raison de leur brutale immoralité. C'est un produit de cette école malsaine qu'on a eu le tort chez nous de prendre au sérieux et sur la trace de laquelle marche toute une phalange d'artistes belges.
Au Salon de Bruxelles de 1872, Émile Sacré est jugé par Hyacinthe De Bruyn : « Le Salon possède de M. Sacré une bonne étude représentant le Vieux Marché. Cet artiste est évidemment en progrès. Le caractère de la vieille femme devant son échoppe est bien rendu. Comme couleur, c'est très bien réussi. Nous préférons ce tableau à sa Bacchante surprise par un Faune, que nous avons eu l'occasion de voir à la dernière exposition de Gand et, qui par sa brutale immoralité, révoltait le public sans avoir même l'excuse d'une exécution passable ».
Au Salon de Bruxelles de 1881, où Émile Sacré reçoit une médaille d'or pour La Mort du puisatier, la critique de L'Écho du Parlement écrit : « Cet artiste a un talent sympathique et l'audace qu'il a mise à s'attaquer à un sujet dramatique aussi difficile, dans des proportions aussi importantes, n'est pas le lot de tout le monde. Malheureusement ses belles qualités, si heureusement réunies, il y a trois ans dans Les Juges et surtout dans le portrait de M. d'Aspremont-Linden, sont, cette année, quelque peu perdues dans une œuvre  qui, selon moi, a le défaut de na pas tenir très bien ensemble, bien qu'elle renferme des parties réussies : le premier ouvrier agenouillé près du cadavre, et surtout la mère en pleurs, d'un beau sentiment ».

### Galerie

Vieux Bruxelles.
Panorama de Bruxelles derrière la Colonne du Congrès.
Portrait de la mère de l'artiste.
Femme à l'éventail.

### Expositions

#### Belgique
- Salon de Gand (XXVIIIe) de 1871 : Bacchante surprise par un Faune, Joueur d'accordéon, Portrait de M. Auguste Danse, artiste graveur et Le Matin[10].
- Salon de Bruxelles de 1872 : Portrait de M. J.S., Marée basse et Souvenir du Vieux-Marché de Bruxelles[11].
- Salon d'Anvers de 1873 : La Liseuse et La Modiste[12].
- Salon de Bruxelles de 1875 : Portrait de M.D., Mère et fille et Printemps[13].
- Salon de Bruxelles de 1878 : Les Juges et Portrait de M. d'Aspremont-Linden[9].
- Salon de Gand (XXXIe) de 1880 : Portrait de Mme F*[14].
- Salon de Bruxelles de 1881 : La Mort du puisatier  et Portrait de Mr***[15].
- Salon d'Anvers de 1882 : Portrait de Mme S* et La Mort du puisatier[16].

#### France
- Salon d'automne de 1907 au Grand Palais des Champs-Elysées (posthume) : Portrait de la mère de l'artiste[17].

#### Pays-Bas
- Exposition des maîtres vivants d'Amsterdam en 1877 : Le Long des champs et La Lecture[18].

### Lieux de conservation

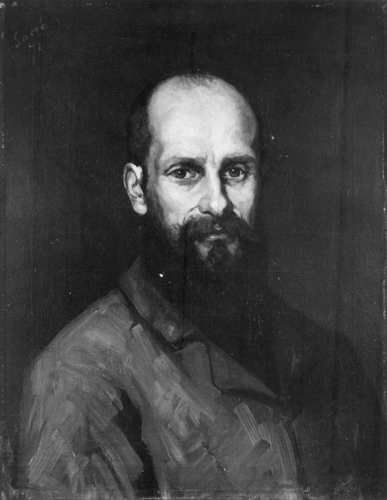
Portrait d'Auguste Danse (1871).

- Musées royaux des Beaux-Arts de Belgique (Bruxelles) : 
  - Autoportrait, huile sur toile, inventaire no 3697, format 66,5 × 54 cm, legs de M. Léon Sacré, Bruxelles, 1909[19].
  - La Femme à l'éventail, huile sur toile, inventaire no 3726, format 60,5 × 81 cm, acquis en 1904[19].
  - Portrait de la mère de l'artiste, huile sur toile, inventaire no 3969, format 121,5 × 96,5 cm, legs de M. Léon Sacré, Bruxelles, 1909[19].
  - Portrait du graveur Auguste Danse (1871), huile sur toile, inventaire no 4872, format 63 × 50 cm,  don de Mmes Jules Destrée et Robert Sand, filles du modèle en 1930[19].
  - Portrait du père de l'artiste, huile sur toile, inventaire no 3968, format 117 × 89 cm, legs de M. Léon Sacré, Bruxelles, 1909[19].
- Musée d'Ixelles :
  - Femme à l'éventail, huile sur toile, format 55 × 47 cm, inventaire no 20034264[20].
- Maison des arts de Schaerbeek : 
  - Vieux Bruxelles, huile sur toile, format 66 × 99 cm, inventaire no 168[20].
  - Panorama de Bruxelles derrière la Colonne du Congrès, huile sur toile, format 65 × 100,5 cm, inventaire no 166[20].